# دونالد هيل
دونالد روتليدج هيل (بالإنجليزية: Donald Hill)‏ (1922 – 1994 م) هو مستشرق ومهندس إنكليزي.
حصل على البكالوريوس من جامعة لندن في الهندسة والدكتوراه في التاريخ العربي، وكان له اهتمام خاص بتاريخ الهندسة والتكنولوجيا في العصور الوسطى، وخصوصا ما قام به المسلمون في هذا الميدان.

## آثاره
لعل أهم آثار هيل هي الترجمة الإنكليزية لكتاب الحيل للجزري، 1979 م. وله مواد في دائرة المعارف الإسلامية، كما أشرف على تحرير مجلة تاريخ العلوم العربية.
ومن آثاره التي نقلت إلى العربية:
- «التقنية في الحضارة الإسلامية» - تأليف أحمد يوسف الحسن، دونالد هيل ؛ ترجمة صالح خالد ساري. مكتبة الفلاح للنشر والتوزيع، 2001 م.
- «العلوم والهندسة في الحضارة الإسلامية : لبنات أساسية في صرح الحضارة الإنسانية» - تأليف دونالد ر. هيل ؛ ترجمة أحمد فؤاد باشا. المجلس الوطني للثقافة والفنون والآداب، الكويت، 2004 م.